# Capela de Santo Amaro (Cadima)
A Capela de Santo Amaro, em Cadima, no Município de Cantanhede, foi edificada no lugar de Quintã no que é hoje a Quinta de Santo Amaro.
Esta, no século XVI, era pertença do Mosteiro de Santa Cruz de Coimbra. Uma lápide colocada junto à porta principal, gravada em 1543, comprova-o.
A Capela de Santo Amaro está classificada como Imóvel de Interesse Público desde 1982.